# 10924 Маріягриффін
10924 Маріягриффін (10924 Mariagriffin) — астероїд головного поясу, відкритий 29 січня 1998 року.
Тіссеранів параметр щодо Юпітера — 3,212.